# Rodaba violalis
Rodaba violalis là một loài bướm đêm trong họ Crambidae.